# Lorenzago di Cadore
Lorenzago di Cadore – miejscowość i gmina we Włoszech, w regionie Wenecja Euganejska, w prowincji Belluno.
Według danych na styczeń 2009 gminę zamieszkiwało 588 osób przy gęstości zaludnienia 21 os./1 km².

## Bibliografia

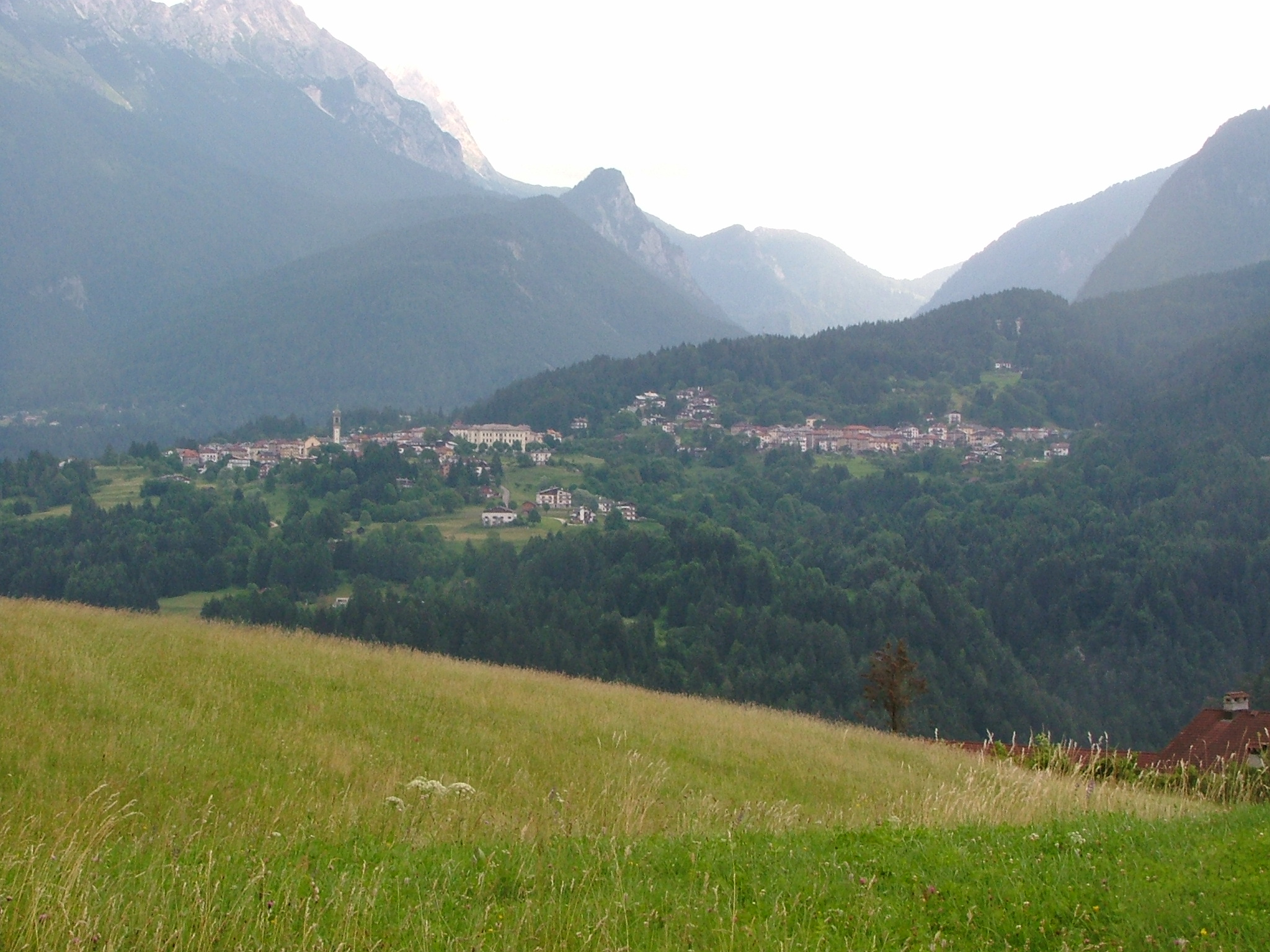
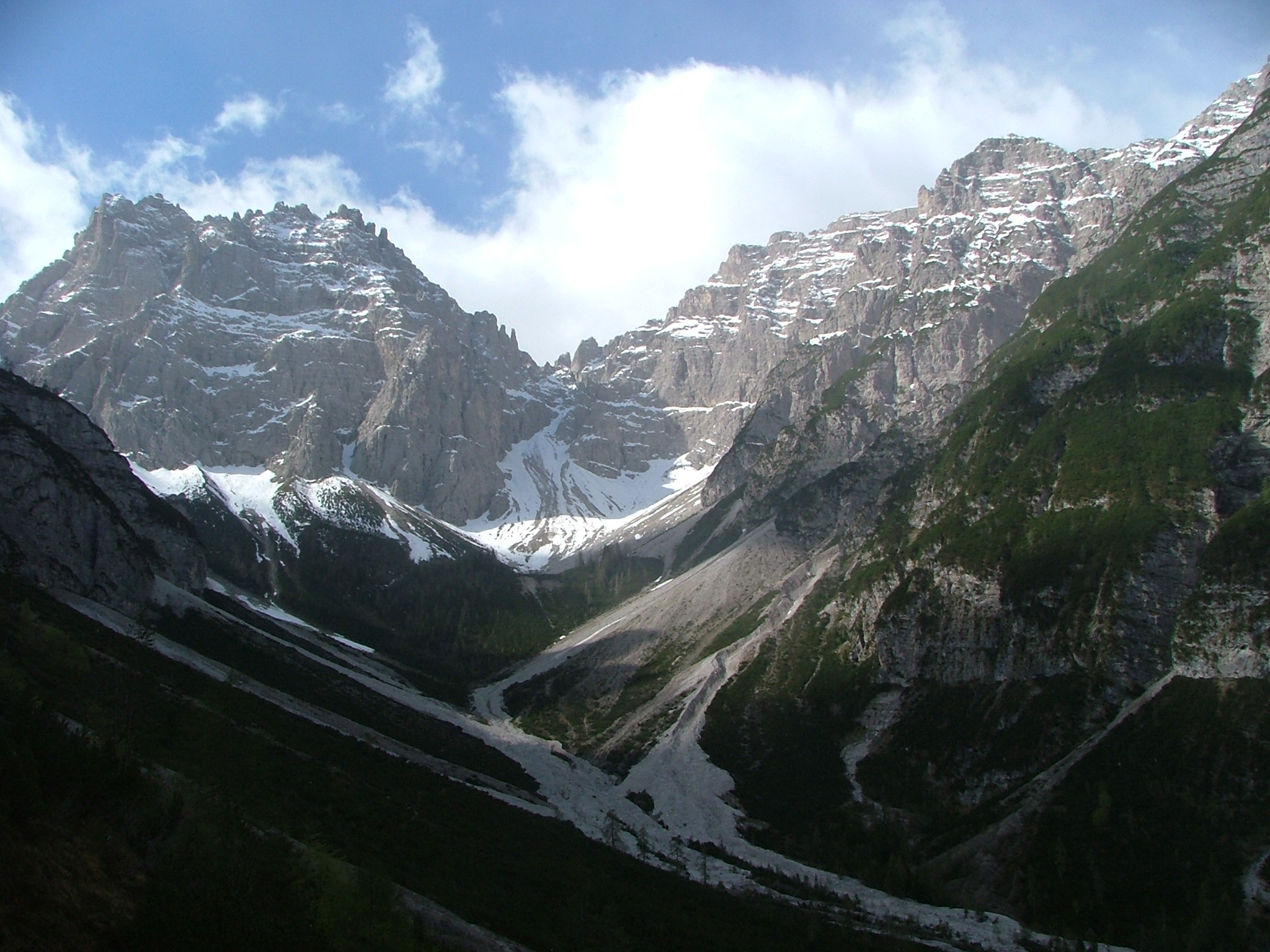
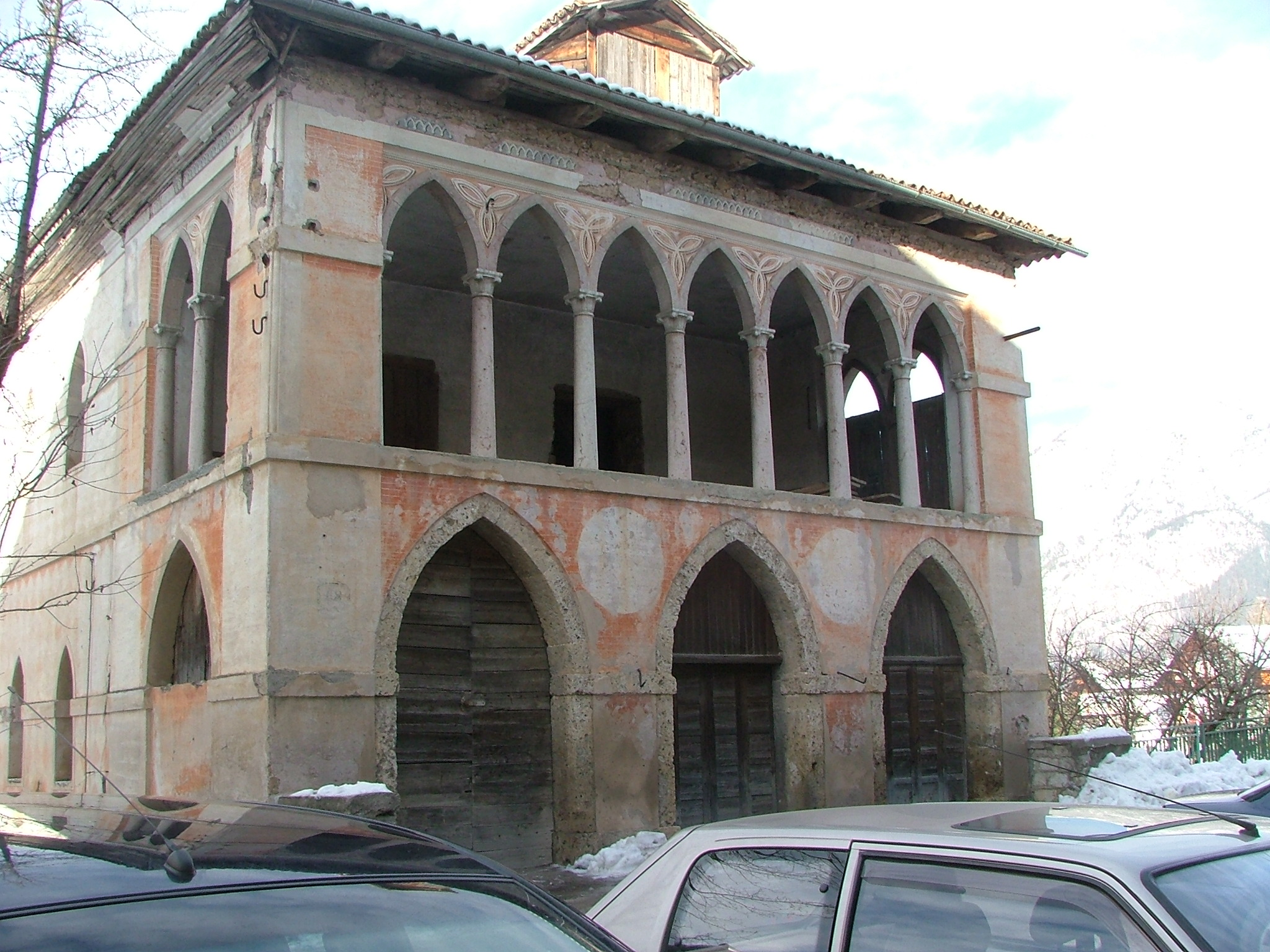